# Русская премия
«Русская премия» — единственная российская литературная премия, присуждающаяся авторам литературных произведений, проживающим за пределами России, в любой стране мира, и пишущим по-русски. Целью конкурса является сохранение и развитие русского языка как уникального явления мировой культуры и поддержка русскоязычных писателей мира. Оргкомитет конкурса регистрирует все соответствующие его условиям заявки на соискание Премии. Все зарегистрированные к участию в конкурсе произведения Оргкомитет передает на предварительную экспертизу экспертам-рецензентам конкурса (экспертной комиссии), состав которой не разглашается. Члены экспертной комиссии, прочитав каждое произведение, передают в Оргкомитет конкурса своё мнение в установленной форме: с оценкой произведения по десятибалльной шкале и краткой рецензией-аннотацией. На рассмотрение членов жюри конкурса передаются лишь те произведения, которые получили оценки выше 5 баллов. Жюри также оценивает каждое произведение по десятибалльной шкале и передают свои оценки в Оргкомитет конкурса, которые суммирует полученные каждым произведением оценки и на основании суммы баллов, которую наберет каждое произведение после выставления оценок всеми членами жюри, формирует «длинный список» соискателей Премии, а затем — «короткий».

## Учредитель и партнёры
- Учредитель конкурса — Фонд развития «Институт евразийских исследований».
- Официальный партнёр — Фонд «Президентский центр Б. Н. Ельцина»
(первоначально — Фонд Первого Президента России Б. Н. Ельцина).
- Партнёр церемоний награждения 2008—2009 гг. — Фонд «Русский мир».
- Генеральные информационные партнёры — интернет-издание «Газета. Ru», газета «Известия», радио «Голос России», Литературное радио.
- Федеральный информационный партнёр 2005—2014 гг. — федеральное информационное агентство REGNUM.
- Информационный спонсор — «Книжное обозрение».
- Информационная поддержка в Казахстане — журнал «Книголюб».

## Основание конкурса
Литературный конкурс «Русская премия» был учреждён в сентябре 2005 года. Первоначально премия присуждалась лишь писателям стран Средней Азии и Закавказья. С 2006 года в конкурсе могли уже принимать участие авторы всего СНГ (кроме России) и Прибалтики, вне зависимости от их возраста и национальности. Целью конкурса являлось содействие сохранению русского языка как уникального явления культуры на пространстве СНГ и способствовать восстановлению гуманитарного единства народов Закавказья, Средней Азии, Казахстана и Российской Федерации. Победитель в каждой из трёх номинации до 2006 года получал премию в размере 3 000 долларов и право заключить с учредителями конкурса договор на издание своих произведений.

## Конкурс сегодня
Начиная с 2008 года, конкурс стали проводить среди авторов, проживающих в любой стране мира за пределами России. Так «Русская Премия» превратилась в единственную российскую премию для русскоязычных писателей зарубежных стран, а её целью стало «сохранение и развитие русского языка как уникального явления мировой культуры».
По итогам конкурса определяются победители в трёх номинациях: крупная проза (повести и романы), малая проза (повести и сборники рассказов) и поэзия (поэтический сборник). Победитель в каждой номинации награждается денежной премией в размере 150 000 рублей, а произведения, победившие в конкурсе, включаются в издательскую программу учредителей и партнёров «Русской Премии». Авторы, занявшие 2-е и 3-и места в каждой номинации, получают призы в размере 60 000 рублей и 45 000 рублей соответственно.
С 2010 года вручается также специальный приз Оргкомитета и жюри конкурса – «За вклад в развитие и сбережение традиций русской культуры за пределами Российской Федерации». Им награждаются создатели культурных центров, фондов, архивов, издательств и изданий, организаторы наиболее успешных фестивалей, форумов и конференций в русском зарубежье – как дальнем, так и в ближнем. Его денежный эквивалент - 45 000 рублей.
За девять лет существования «Русской Премии» лауреатами конкурса стали 74 писателя и поэта из 26 стран мира. Среди них Бахыт Кенжеев, Наталья Горбаневская, Анастасия Афанасьева, Марина Палей, Маргарита Меклина, Борис Хазанов, Владимир Лорченков, Юз Алешковский, Мариам Петросян, Андрей Иванов, Дина Рубина и др. Пять человек были награждены специальным призом Оргкомитета и жюри конкурса – «За вклад в развитие и сбережение традиций русской культуры за пределами Российской Федерации».
Официальный партнёр конкурса — Фонд «Президентский центр Б. Н. Ельцина».
В 2017 году премия осталась без средств и прекратила существование. В 2024 году премия была перезапущена при поддержке Ассоциации союзов писателей и издателей России, причём о прошлой истории премии в объявлении о её новом учреждении не упоминалось.

## Лауреаты «Русской премии»

### Лауреаты за 2005 год
Номинация «Проза»:
- Сухбат Афлатуни (псевдоним Евгения Абдуллаева) (Узбекистан) за «Ташкентский роман».
- Иван Глаголев (псевдоним Михаила Земскова) (Казахстан) за «Алма-атинские истории» (повести и рассказы).
- Николай Верёвочкин (Казахстан) за повесть «Человек без имени».

### Лауреаты за 2006 год
Номинация «Крупная проза»:
- Марат Немешев (Украина) за роман «Книга для…»
- Турусбек Мадылбаев (Кыргызстан), пишущий под псевдонимом Турусбек Мадылбай, за роман «Феникс».
- Олег Слепынин (Украина) за роман «Во все глаза, или Кающиеся и плачущие».

Номинация «Поэзия»:
- Анастасия Афанасьева (Украина, Харьков) за сборник «Голоса говорят»
- Дмитрий Лазуткин (Украина, Киев) за сборник стихов «Детские/Лёгкие».
- Шамшад Абдуллаев (Узбекистан, Фергана) за сборник стихов «Припоминающееся место».

Номинация «Малая проза»:
- Талип Ибраимов (Киргизия, Бишкек) за сборник повестей «Старик и Ангел».
- Владимир Лорченков (Молдавия, Кишинёв) за сборник рассказов «Любовь — это… или сердечная азбука».
- Вилен Манвелян (Армения) за сборник рассказов «Там, где гуляют папы».

### Лауреаты за 2007 год
Номинация «Крупная проза»
- Владимир Лорченков (Молдавия, Кишинёв) за роман «Там город золотой».
- Яна Дубинянская (Украина, Киев) за роман «Гаугразский пленник».
- Людмила Ляшова (Украина, Авдеевка, Донецкая область) за роман «Нюрка по имени Анна».

Номинация «Поэзия»
- Олег Завязкин (Украина, Донецк) за сборник стихов «Малява. Стихи о смерти и любви».
- Ирина Дежева (Украина, Одесса) за сборник стихотворений без названия.
- Дмитрий Строцев (Белоруссия, Минск) за сборник стихотворений «850 строк».

Номинация «Малая проза»
- Гульчехра Пулатова (Таджикистан, Душанбе) за сборник рассказов «Приключения графа Лайоля», написанного под псевдонимом Мишель де Маусвиль.
- Леон Костевич (Казахстан, Алма-Ата) за повесть «Графиня, я стрелялся на дуэли!».
- Елена Скульская (Эстония, Таллин) за сборник рассказов «Любовь» и другие рассказы.

### Лауреаты за 2008 год
Номинация «крупная проза»:
- Борис Хазанов (Германия) за роман «Вчерашняя вечность».
- Сергей Юрьенен (США) за произведение «Линтенька, или Воспарившие».
- Третье место в этом году жюри решило не присуждать.

Номинация «поэзия»:
- Бахыт Кенжеев (Канада) за рукопись «Крепостной остывающих мест».
- Владимир Гандельсман (США) за книгу стихов «Ода одуванчику».
- Сергей Морейно (Латвия) за книгу избранных стихов и переводов «*См.».

Номинация «малая проза»:
- Маргарита Меклина (США) за книгу «Моя преступная связь с искусством».
- Тамерлан Тадтаев (Южная Осетия) за сборник рассказов о войне.
- Андрей Назаров (Дания) за книгу прозы «Упражнения на тему».

### Лауреаты за 2009 год
Номинация «крупная проза»:
- Мариам Петросян (Армения) за роман «Дом, в котором…»
- Андрей Иванов (Эстония) за роман «Горсть праха»
- Дина Рубина (Израиль) за роман «Белая голубка Кордовы».

Номинация «поэзия»:
- Мария Тиматкова (США) за книгу стихотворений «Настоящее имя».
- Александр Кабанов (Украина) за книгу стихов «Бэтмен Сагайдачный».
- Сергей Тимофеев (Латвия) за сборник стихотворений «Просто комната».

Номинация «малая проза»:
- Алишер Ниязов (Кыргызстан) за сборник рассказов «Фархад и Ширин».
- Второе место в этом году жюри решило не присуждать.
- Алексей Курилко (Украина) за повесть «Сборище неудачников».

Специальный приз был вручен Олесе Рудягиной (Молдавия).

### Лауреаты за 2010 год
Номинация «крупная проза»: 
- Марина Палей (Нидерланды) за роман-притчу «Хор».
- Владимир Рафеенко (Украина) за роман-илиаду «Московский дивертисмент».
- Александр Любинский (Израиль) за роман «Виноградники ночи».

Номинация «малая проза»:
- Юрий Серебрянский (Казахстан) за повесть «Destination. Дорожная пастораль».
- Андрей Иванов (Эстония) за повесть «Кризис».
- Леонид Левинзон (Израиль) за сборник рассказов «Полёт».

Номинация «поэзия»:
- Наталья Горбаневская (Польша) — за книгу «Прильпе земли душа моя. Сборник стихотворений 1956—2010 гг.».
- Борис Херсонский (Украина) за книгу стихов «Пока не стемнело».
- Ольга Дашкевич (США) за сборник стихотворений «Яблочный джем».

Специальный приз был вручен Даниилу Чкония и Ларисе Щиголь (Германия) - за издание журнала русской литературы «Зарубежные записки».

### Лауреаты за 2011 год
Номинация «крупная проза»: 
- Юз Алешковский (США) за «Маленький тюремный роман».
- Дарья Вильке (Австрия) за роман-медитацию «Межсезонье».
- Лена Элтанг (Литва) за роман «Другие барабаны».

Номинация «малая проза»:
- Дмитрий Вачедин (Германия) за сборник рассказов «Пыль».
- Мария Рыбакова (США) за роман в стихах «Гнедич».
- Евгений Абдуллаев (Узбекистан) за повесть «Год барана».

Номинация «поэзия»:
- Илья Риссенберг (Украина) за книгу стихов «Третий из двух».
- Алексей Цветков (США) за книгу стихов «Детектор смысла».
- Феликс Чечик (Израиль) за книгу стихов «Из жизни фауны и флоры».

Специальный приз был вручен Николаю Свентицкому (Грузия) - за многолетнюю культурно-просветительскую деятельность, углубление двухсторонних культурных связей между Грузией и Россией, организацию и проведение ежегодного Русско-грузинского поэтического фестиваля.

### Лауреаты за 2012 год
Номинация «поэзия»: 
- Олег Дозморов (Великобритания) за книгу стихов «Смотреть на бегемота»
- Вячеслав Шаповалов (Киргизия) за книгу стихов «Евроазис»
- Анна Глазова (Германия) за сборник стихотворений «Для землеройки («Новое литературное обозрение»).

Номинация «малая проза»:
- Марианна Гончарова (Украина) за повесть «Дракон из Перкалаба» (издательство «Эксмо»).
- Катя Капович (США) «Вдвоем веселее» (издательство «АСТ»).
- Михаил Шелехов (Белоруссия), за сборник ориентальных новелл «Колодец потопа».

Номинация «крупная проза»:
- Владимир Рафеенко (Украина) за роман «Демон Декарта. Роман-сновидение».
- Евгений Клюев (Дания) «Translit» (издательство «Время»).
- Алиса Ханцис (Австралия) за роман «И вянут розы в зной январский».

Специальный приз был вручен Александру Черносвитову (Испания) - за многолетнюю просветительскую деятельность, популяризацию русской культуры и русского языка в Испании и за укрепление гуманитарных связей между Испанией и Россией.

### Лауреаты за 2013 год
Номинация «крупная проза»: 
- Александр Филипенко (Белоруссия) за роман «Бывший сын».
- Никитин Алексей (Украина) за роман «Victory park» (издательство Ad Marginem);
- Бочков Валерий (США) за роман «К югу от Вирджинии» (издательство Za-Za Verlag)

Номинация «малая проза»:
- Илья Одегов (Казахстан) за сборник рассказов «Тимур и его лето».
- Александр Стесин, США, «Вернись и возьми». Номинатор – издательский дом «Новое литературное обозрение»;
- Стяжкина Елена, Украина, повести из цикла «Один талант». К участию в конкурсе номинирована литературным критиком, редактором отдела прозы журнала «Знамя» Евгенией Вежлян;

Номинация «поэзия»:
- Поляков Андрей (Украина) за книгу стихов «Письмо».
- Абдуллаев Шамшад, Узбекистан, «Приближение окраин». К участию в конкурсе номинирован издательским домом «Новое литературное обозрение»;
- Мамедов Ниджат, Азербайджан, «Место встречи повсюду». К участию в конкурсе номинирован издательством «Русский Гулливер»;

Специальный приз был вручен Жоржу Нива (Франция) – за вклад в развитие и сбережение традиций русской культуры за пределами Российской Федерации.

### Лауреаты за 2014 год
Номинация «Поэзия»:
- Ян Каплинский, Эстония, «Белые бабочки ночи» (издательство Kite);
- Бахыт Кенжеев, Канада, «Довоенное. Стихи 2010–2013 гг.» (издательство «ОГИ»);
- Евгений Клюев, Дания, «Музыка на Титанике» (издательство «Время»).

Номинация «Малая проза»:
- Юрий Серебрянский, Польша, повесть «Пражаки»;
- Владимир Лидский, Киргизия, повесть «Улети на небо»;
- Андрей Краснящих, Украина, цикл рассказов «Предательства и измены».

Номинация «Крупная проза»:
- Алексей Макушинский, Германия, роман «Пароход в Аргентину» (издательство «Эксмо»);
- Максим Матковский, Украина, роман «Попугай в медвежьей берлоге»;
- Александр Мильштейн, Германия, роман «Параллельная акция» (издательство «ОГИ»).

Специальный приз и диплом Оргкомитета и жюри конкурса «За вклад в развитие и сбережение традиций русской культуры за пределами Российской Федерации» присужден Георгию Борисову из Болгарии – за издание журнала «Факел».

### Лауреаты за 2015 год
Номинация «Поэзия»:
- Ирина Евса, Украина, сборник стихов «Юго-Восток» (издательство «Арт Хаус Медиа»);
- Даниил Чкония, Германия, книга стихов «Стихия и пловец» (издательство «Время»);
- Катя Капович, США, «Другое» (издательство «Воймега»).

Номинация «Малая проза»:
- Елена Бочоришвили, Канада, сборник рассказов «Только ждать и смотреть» (издательство Corpus);
- Елена Макарова, Израиль, сборник повестей и рассказов «Вечный сдвиг» (издательство «Новое литературное обозрение»);

Третье место в номинации «Малая проза» в этом году не присуждалось.
Номинация «Крупная проза»:
- Роман Кожухаров, Молдавия, роман «Кана»;
- Андрей Хомченко, Украина, роман «Птица»;
- Александр Гадоль, Украина, роман «Режиссёр. Инструкция освобождения».

Специальный приз и диплом Оргкомитета и жюри конкурса «За вклад в развитие и сбережение традиций русской культуры за пределами Российской Федерации» присужден поэту, переводчику, издателю Игорю Котюху из Эстонии – за поддержку и продвижение русскоязычных поэтов Эстонии.

### Лауреаты за 2016 год
Номинация «Поэзия»:
- Геннадий Русаков, США, книга стихов «Дни» (издательство «Воймега»);
- Сергей Соловьёв, Германия, сборник стихотворений «Её имена» (издательство «НЛО»);
- Олег Юрьев, Германия, сборник «Стихи и хоры последнего времени» (издательство «НЛО»).

Номинация «Малая проза»:
- Татьяна Дагович, Германия, рукопись повести «Продолжая движение поездов»;
- Лея Любомирская, Португалия, сборник «И с тех пор не расставались. Истории страшные, трогательные и страшно трогательные» (издательство «Астрель – СПб»);
- Андрей Жвалевский, Евгения Пастернак, Белоруссия, повесть «Открытый финал» (издательство «Время»).

Номинация «Крупная проза»:
- Михаил Гиголашвили, Германия, роман «Тайный год» (издательство «АСТ – Редакция Елены Шубиной»);
- Ширин Шафиева, Азербайджан, рукопись романа «Сальса, Веретено и ноль по Гринвичу»;
- Владимир Лидский, Киргизия, книга «Сказки нашей крови. Метароман» (издательская группа «РИПОЛ Классик»).

Специальный приз «За вклад в развитие и сбережение традиций русской культуры за пределами Российской Федерации» присужден Михаилу Земскову (Казахстан) за руководство Открытой литературной школой в Алма-Ате.